# بن (شهركرد)
بن (بالفارسية: بن) هي مركز مدينة بن في محافظة جهارمحال وبختياري في إيران. يقدر عدد سكانها بـ 11,699 نسمة وترتفع عن سطح البحر 2,300 متر.